# Mohamed Salah
Mohamed Salah Hamed Mahrous Ghaly (en árabe: مُحَمَّد صَلَاح حَامِد مَحْرُوس غَالِي; pronunciado /mæˈħamæd sˤɑˈlɑːħ/; Nagrig, Gharbia, 15 de junio de 1992) es un futbolista egipcio que juega como delantero en el Liverpool F. C. de la Premier League. Considerado ampliamente como uno de los mejores jugadores de su generación, uno de los mejores jugadores africanos de todos los tiempos y uno de los mejores extremos de la historia de este deporte, es conocido por su precisión en la finalización, su regate, su velocidad y sus habilidades para crear juego.
En 2013 fue galardonado con el premio SAFP Golden Player por ser el mejor jugador de la Superliga de Suiza. En 2017 fue nombrado Futbolista Africano del Año y Futbolista Africano de la BBC del Año. Ha sido galardonado con dos premios al Jugador del año de la PFA Players, 2 premios al Futbolista del año de la FWA, un premio al Jugador del Año de la Premier League, tres Botas de Oro de la Premier League y un premio al Creador de juego de la temporada de la Premier League. Igualmente terminó tercero como Mejor jugador masculino de la FIFA en 2018 y 2021. Además, fue galardonado con el Premio Puskás al mejor gol del año 2018.

## Trayectoria

### Inicios y primeros años
Salah se formó en el El-Mokawloon El-Arab y en el Arab Contractors. Además de representar al equipo nacional de su país a una edad temprana, también participó en la Copa Mundial Sub-20 de la FIFA y en los Juegos Olímpicos de Verano de 2012.
En agosto de 2012, el Basel se hizo con sus servicios. Salah ganó la Super Liga Suiza en su primera temporada, siendo galardonado con el premio al Futbolista del año en África.

### Chelsea

#### Temporada 2013/14

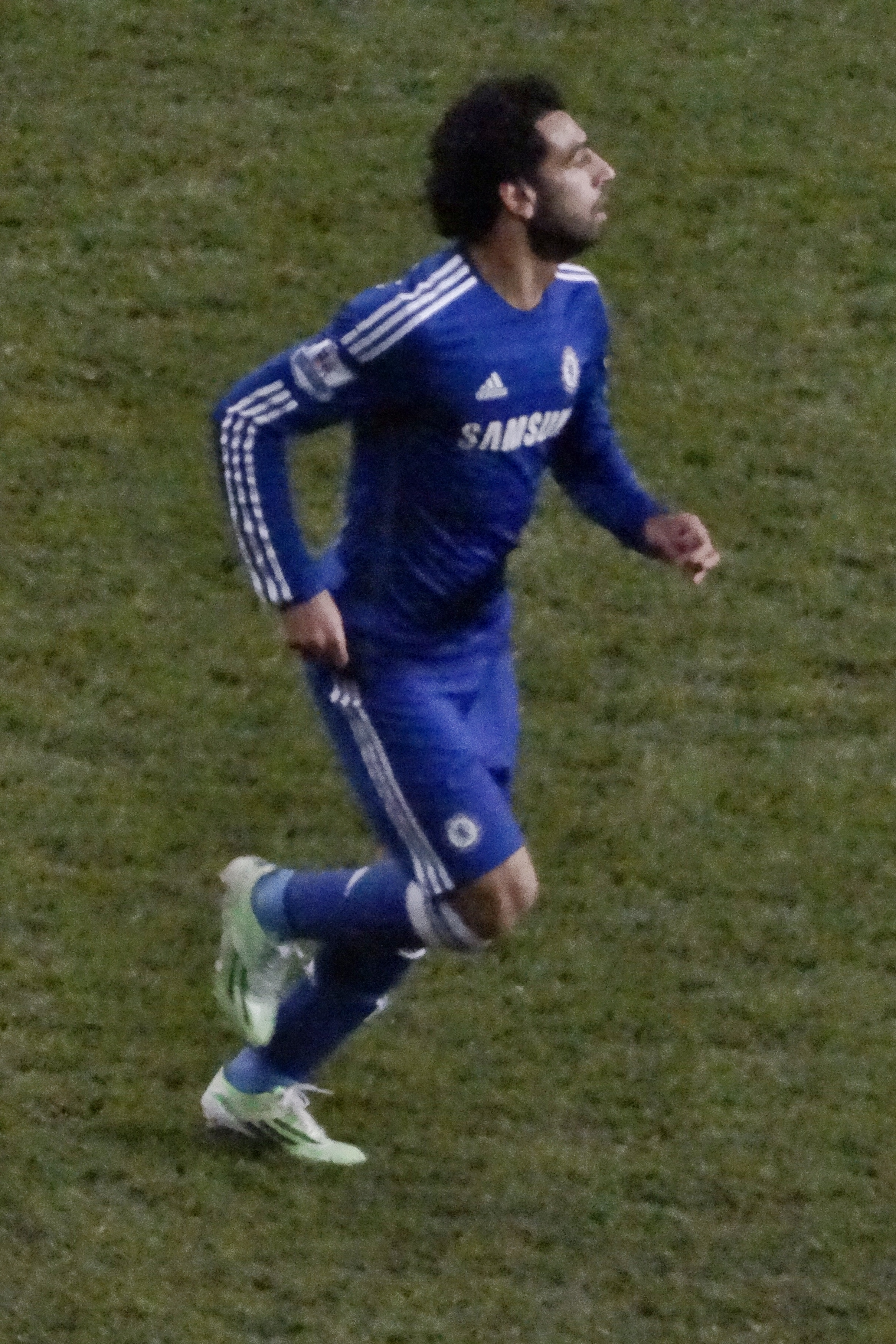
Salah jugando para el Chelsea en enero del año 2015.

Su buen rendimiento en Suiza le permitió fichar por el Chelsea en enero de 2014, curiosamente el equipo al que le había marcado dos goles en la Liga de Campeones 2013-14. El 8 de febrero de 2014 entra a cambio de Willian en el minuto 78 debutando en el fútbol inglés ante Newcastle United. Marca su primer gol el 26 de marzo en la victoria por 6 a 0 frente al Arsenal y su segundo el 5 de abril ante Stoke City en el triunfo por 3-0. Finaliza la temporada con tan solo 800 minutos y solo juega un partido completo y siete como titular. El equipo no ganó títulos quedando tercero en la Premier League sin ningún desempeño notable en las copas nacionales.

#### Temporada 2014/15
En la primera mitad de la temporada 2014-15, José Mourinho decidiría contar menos con él. Inicia su participación en la temporada el 13 de septiembre entrando a cambio de Cesc Fàbregas en el minuto 82 frente al Swansea City y compite por primera vez de titular en la temporada ante el Bolton Wanderes por Copa de la Liga el 24 de septiembre de ese mismo año. Finalmente solo disputaría 400 minutos distribuidos en 8 partidos, no pudo marcar gol alguno y únicamente logró dar dos pases de gol.

### Eclosión en Italia: Fiorentina

#### Temporada 2014/15
Ante su falta de minutos en Stamford Bridge, fue cedido a la Fiorentina para la segunda mitad de la temporada 2014-15 a cambio del fichaje de Juan Guillermo Cuadrado. Debuta el 8 de febrero ante Atalanta el triunfo 3-2, marca su primer gol 7 días después ante Sassuolo y tiene un buen partido. Anota para sentenciar el 2 a 0 contra Tottenham Hotspur por los Dieciseisavos de final de la Liga Europa de la UEFA. Clave en la victoria ante Internazionale convirtiendo en el triunfo 1 a 0. Anota por 2 en el partido de ida de las semifinales de la Copa Italia ante la Juventus en el triunfazo 1-2, llegó a marcar 6 goles y dar una asistencia en sus 7 primeros partidos como jugador viola. Vencen en octavos de final con un marcador global de 4 a 1 a la Roma en la Liga Europa y por los cuartos de final, ante el Dinamo de Kiev de Ucrania empatan 1-1 en la ida y lo derrotan 2-0 en la vuelta. Posteriormente caen 3 a 0 ante la Juventus en el partido de vuelta por las semifinales de la Copa Italia. Sevilla; rival en las semifinales de la Liga Europa los elimina con un marcador global de 5-0. Disputa su último partido con la camiseta de la Fiorentina el 31 de mayo, el triunfo 3-0 a Chievo Verona.

### A. S. Roma

#### Temporada 2015/16
En verano de 2015, vuelve a irse cedido, esta vez a la Roma. Rápidamente se hace con la titularidad en el equipo, logrando un gran arranque de temporada en el que brilla con su velocidad y capacidad goleadora, por lo que el club ejerce su opción de compra para quedarse con el futbolista egipcio en propiedad, aunque eso no se confirmó oficialmente hasta varios meses después. Debuta con Roma el 22 de agosto por la jornada 1 de la Serie A contra el Hellas Verona con resultado 1 a 1. Derrotan a la Juventus, 8 días después por 2-1. Marca su primer gol ante el Sassuolo en el empate 2 a 2. Tres días después volvería a anotar, esta vez ante Sampdoria, pero pierden 2-1. El 25 de octubre juegan un partido clave ante su exequipo la Fiorentina, donde vencen 2 a 1, Salah marca el primer tanto del encuentro. El 13 de diciembre enfrentan a Napoli con empate 0 a 0, tres días después son eliminados en Copa Italia por Spezia en los penales 4-2 (0 a 0 en tiempo regular). La Juventus los derrota 1 a 0 por la fecha 21. Logra un doblete frente a su exequipo Fiorentina y la derrotan por 4-1, mostrando su capacidad goleadora. En un partido decisivo vencen 1 a 0 a Napoli en los últimos minutos con asistencia suya.
Por Liga de Campeones enfrentan al Barcelona por la fecha 1 empatando el partido 1 a 1 con recordado gol de media cancha de su compañero Alessandro Florenzi. Caen ante BATE Borisov 3-2 y luego empatan 4 a 4 con Bayer Leverkusen, para después ganarle en el partido de vuelta por 3 a 2 con gol suyo. En el siguiente partido Mohamed Salah no estaría en la lista de convocados y perderían 6-1 contra el F. C. Barcelona. En la última jornada empatan 0 a 0 con BATE Borisov y clasifican a los Octavos de final de la competición. Enfrentan en dicha instancia al Real Madrid cayendo con marcador global de 4-0 pero con el egipcio teniendo un gran desempeño.
Salah terminó la temporada siendo el máximo goleador del equipo italiano, que acabó en tercer puesto en la Serie A.

#### Temporada 2016/17
En el curso siguiente, Salah mejoró sus números (15 goles y 11 asistencias) pese a disputar menos partidos (en parte por jugar la Copa Africana), ayudando a la Roma a obtener el subcampeonato de la Serie A.

### Reconocimiento mundial en Liverpool

#### Temporada 2017/18

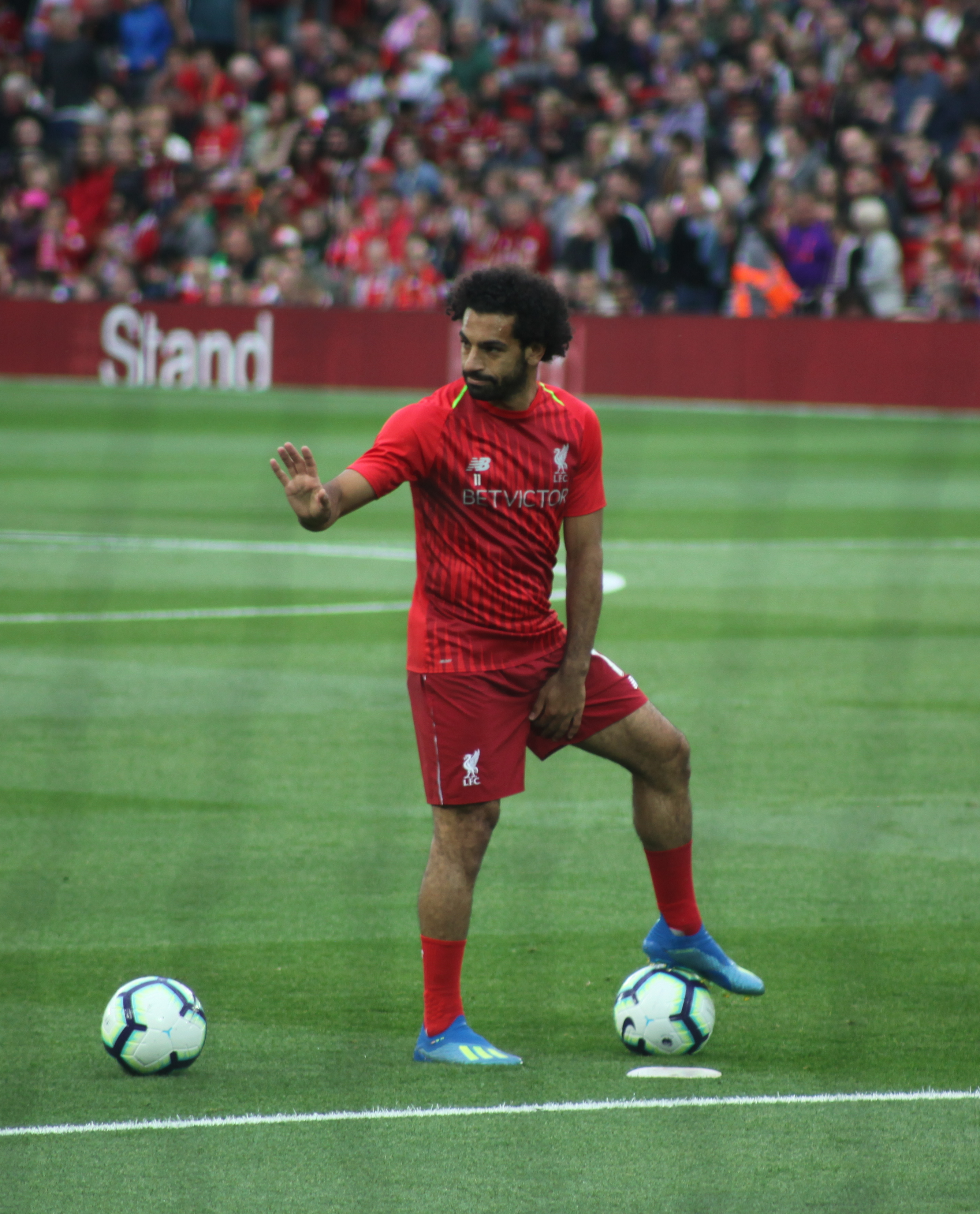
Salah haciendo ejercicios pre-competitivos previo a un partido del Liverpool, en el año 2018.

El 22 de junio de 2017, ficha por el Liverpool a cambio de 42.000.000 €. El entonces director deportivo de la Roma, Monchi explicó que a pesar de que pudo haberse mantenido en el equipo «Salah sale por el 'financial fair play'. Seguramente si no hubiéramos vendido a Salah por 42 millones de euros no estaríamos jugando semifinales de Champions» ya que hubieran violado un acuerdo financiero con UEFA al tener pérdidas financieras justamente por esa cantidad, generado por 3 años de mal desempeño deportivo previos a la llegada de Salah. Marcó en su debut contra Watford en un empate 3 a 3 el 12 de agosto. El 24 de agosto, marcó su segundo gol para el Liverpool, en una victoria por 4-2 en la ronda de clasificación de la Liga de Campeones de la UEFA 2017-18 (6-3 resultado global) ante el Hoffenheim de Alemania. Tres días más tarde, anotó en una victoria por 4-0 sobre el Arsenal. Por sus actuaciones en agosto, Salah fue galardonado como Jugador del Mes por los seguidores del Liverpool.
El 17 de octubre, anotó dos goles en una victoria por 7-0 sobre Maribor en la Liga de Campeones, ayudando al Liverpool a ganar la mayor cantidad de partidos de la competencia en la historia y la mayor victoria fuera de casa de un club inglés.
El 26 de noviembre, marcó el primer tanto y se negó a celebrar en un empate a uno en casa 1-1 con su exequipo Chelsea por respeto al club, así como a las víctimas del ataque de la mezquita de North Sinai dos días antes. Llegó a la cima de la tabla de goleadores de la Premier League marcando dos goles luego de ser sustituto ante Stoke City, el 29 de noviembre en una victoria por 3-0. El mes siguiente, anotó en una victoria 4-0 sobre Bournemouth; un resultado que vio al Liverpool convertirse en el primer equipo en la historia de la Premier League en ganar cuatro partidos consecutivos fuera de la liga por un margen de al menos tres goles. En el proceso, también se convirtió en el segundo jugador que necesitó menos partidos para alcanzar los 20 goles para el Liverpool en su aparición número 26, solo detrás de George Allan, que alcanzó el hito en 19 apariciones en 1895.
El 17 de marzo de 2018, anotó cuatro goles en una victoria 5-0 sobre Watford, lo cual fue su primer triplete para el Liverpool. En este juego, también rompió un récord de anotaciones: 36 veces en su temporada de debut para el Liverpool. Además ese mismo año se convierte en el jugador que más goles ha marcado en una temporada en la Premier, en el formato de 20 equipos, con 32 dianas. El 13 de mayo logró su último gol de la temporada en Premier League, ante el Brighton, finalizando con 32 goles en su haber y proclamándose así Bota de Oro de la Premier League. Con ese registro, superó los 31 goles que habían obtenido Alan Shearer, Cristiano Ronaldo y Luis Suárez en años anteriores. Ian Graham, estadístico del Liverpool, argumentaba que uno de los motivos por los que Salah llegó a esa cifra se debió a que Roberto Firmino creó con sus pases más goles esperados que cualquier otro delantero del mundo.
En la Liga de Campeones tuvo una actuación destacada siendo uno de los referentes «reds» con diez goles y cinco asistencias que permitieron clasificar a su equipo a las semifinales del torneo, accediendo desde la fase de clasificación previa. Fue la primera vez que el Liverpool alcanzaba dicha fase desde que lo hiciera en 2008. El registro anotador de Salah fue además el más alto logrado en la historia de la competición por un jugador africano. El 26 de mayo, disputaría la final de la Liga de Campeones 2017-18 frente al Real Madrid, hasta ser sustituido en el minuto 30 por una lesión en el hombro izquierdo, al forcejear un balón con Sergio Ramos. Posteriormente se le constataría una fractura en la clavícula. Finalmente el Liverpool cayó 3 a 1.
Su temporada fue ampliamente reconocida a nivel internacional, entre otros galardones, con el premio EA Sports, PFA y FWA al mejor jugador del año en Premier League, mejor jugador del año del Liverpool FC, la tercera posición en el Premio UEFA al mejor jugador del año y en el The Best FIFA.

#### Temporada 2018/19
El 24 de octubre logró su primer doblete de la temporada, en Liga de Campeones, en la victoria por 4 a 0 ante el Estrella Roja. Con el segundo gol se convirtió en el futbolista del Liverpool que menos partidos había necesitado para alcanzar 50 tantos: lo hizo en apenas 65 encuentros. El 14 de abril de 2019 marcaría uno de los goles más emblemáticos de su carrera, después de insultos racistas por parte de los aficionados rivales, durante la jornada 34 de la Premier League marcaría ante su exequipo, el Chelsea F. C. a hacer un icónico festejo musulmán donde se encontraban los fanáticos blues. 

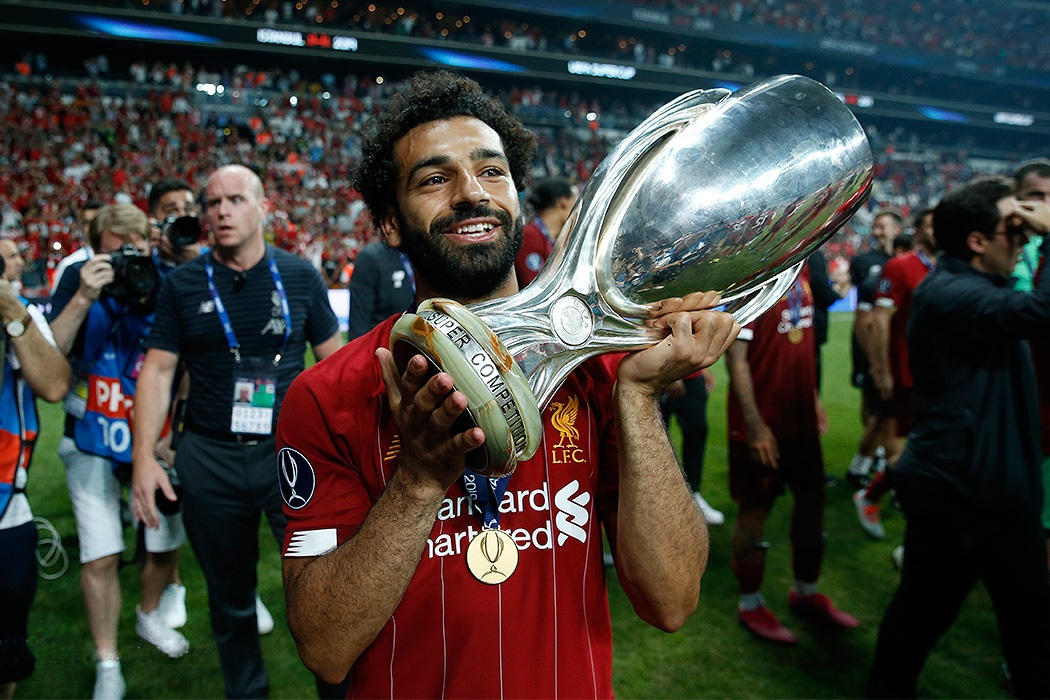
Salah con el trofeo de la Supercopa de la UEFA en 2019.

Finalizó la temporada en Premier League, nuevamente, como máximo goleador igualado con los africanos Mané y Aubameyang a 22 goles. El 1 de junio marcó de penalti, a los dos minutos de juego, el primer gol en la final de la Liga de Campeones ante el Tottenham, en la cual terminó imponiéndose el Liverpool por 2 a 0.

#### Temporada 2019/20
La temporada 2019/20 de Mo, sería la más baja dentro de sus brillantes estadísticas. Concretó 23 goles y 13 asistencias en un total de 48 partidos. También logró su primer título nacional con el Liverpool, este fue la Premier League 2019-20, en la cual los reds dejaron en segundo lugar al Manchester City. Además lograron la segunda mayor puntuación en la historia de la competición con 99 unidades en un total de 38 partidos. En agosto de ese mismo año también ganó la Supercopa de Europa frente al Chelsea F.C y posteriormente el Mundial de Clubes de la FIFA frente al Flamengo de Brasil.

#### Temporada 2024/25
El 11 de abril de 2025, el Liverpool y Mohamed Salah anunciaron la renovación de su contrato, que les unía con el club de Anfield hasta 2027. Y su nuevo salario, según el diario inglés The Sun, rondaría los 41,6 millones de euros, siendo el segundo más alto de la Premier League, empatado con Kevin De Bruyne y solo detrás de Haaland.
Salah terminó la temporada 24/25 de la Premier League con 29 goles y 18 asistencias en 38 partidos. Por ello, fue nombrado mejor jugador de la temporada 2024-25 de la Premier League.

## Selección nacional
Tuvo 11 apariciones para el equipo sub-20 de Egipto y sub-23, representando a Egipto en la Copa Mundial Sub-20 de la FIFA 2011 y en los Juegos Olímpicos de Londres en 2012, anotando en los tres partidos del grupo en este último torneo y llegando a los cuartos de final.
El 3 de septiembre de 2011 hizo su debut para la selección de Egipto en la derrota por 2-1 ante Sierra Leona. Marcó su primer gol en la victoria 3-0 contra Níger un mes después.

#### Eliminatorias del Mundial 2014
Egipto debuta en las clasificatorias derrotando 2 a 0 Mozambique con Salah en cancha. Más tarde anotó un gol en el minuto 93 en tiempo de descuento contra Guinea para darle a Egipto una importante victoria por 3-2 en un partido clasificatorio para la Copa Mundial de 2014. El 9 de junio de 2013, marcó un triplete en una victoria a domicilio de 4-2 contra Zimbabue, cuando Egipto ganó su cuarto partido consecutivo en la fase de clasificación para la Copa Mundial. Una semana más tarde en el siguiente partido, anotó el único gol contra Mozambique, colocando a Egipto en el grupo de clasificación final. Más tarde, anotó su sexto gol en un partido de clasificación ante el máximo goleador entre todos los equipos africanos en las etapas de clasificación. En la fase final para llegar Brasil 2014 enfrentan a Ghana cayendo con marcador global de 7-3 y sin boleto a la Copa del Mundo.

#### Copa Africana de Naciones 2017
Salah fue miembro del equipo de los Faraones para la Copa Africana de Naciones 2017 celebrada en Gabón. Iniciando su participación el 17 de enero empatando sin goles con Malí y luego derrotando por la mínima diferencia a Uganda con asistencia suya. En el tercer encuentro anota en la victoria de Egipto por 1-0 sobre Ghana para asegurarse el primer puesto en el Grupo D. Marruecos es el rival en Cuartos de final; venciendo Egipto en los últimos minutos, gol de Mahmoud Kahraba, frente a Burkina Faso por las semifinales convierte en el 1 a 1, ganando en dramática definición por penales 4-3. Disputan la final ante Camerún en un partido tenso, asiste a su compañero Mohamed Elneny para poner adelante a los Faraones, pero Nicolas N'Koulou empata el encuentro y en los minutos finales Vincent Aboubakar rompe la igualdad y anota para Camerún, que se lleva el triunfo y el título. Salah finaliza su participación en el torneo habiendo anotando dos veces y asistiendo dos veces en seis partidos, lo que le valió un puesto en el Equipo CAF del Torneo.

#### Eliminatorias del Mundial 2018
En su primer partido en las clasificatorias anotaría en la victoria 2 a 1 frente a Congo, cuatro días después derrotan a Ghana 2 a 0 con un tanto suyo. En la tercera jornada caen frente a Uganda por 1 a 0 y pierden el primer lugar, por tanto la clasificación a Rusia 2018, pero la recuperan a la fecha siguiente gracias a Salah que anota el 1 a 0.
En la cuarta jornada Uganda y Ghana empatan 0 a 0, dejando la mesa servida para la clasificación de los Faraones, ya que sólo necesitaban un triunfo, con todo eso Egipto saltó al campo para enfrentar a Congo, el equipo de Salah dominaba el trámite del encuentro y a los 63 convertía el gol que momentáneamente los llevaba al Mundial, lamentablemente Congo igualaría las acciones en el minuto 86 y cuando todo parecía que el pase a Rusia se definiría en la última fecha; cobran un penal a favor de Egipto a los 94 minutos de juego, Mohamed Salah coge el balón y remata desde los 12 pasos marcando y clasificando a los Faraones al Mundial después de 28 años.
Salah fue el máximo goleador de Egipto con cinco goles durante la clasificación para la Copa Mundial de la FIFA 2018.

#### Copa Mundial Rusia 2018
El 15 de junio, Egipto pierde 0-1 ante Uruguay con gol de José María Giménez en el minuto 89 en el debut mundialista; Salah se perdería el partido por una lesión en el hombro que sufriría con Liverpool. Cuatro días más tarde hace su debut disputando un partido clave contra la selección anfitriona Rusia, convierte de penal tras ser derribado en el área, lamentablemente pierden 3 a 1 y quedan matemáticamente eliminados del Mundial.
En la última jornada se enfrentaría ante Arabia Saudita, ambos ya eliminados. Egipto se adelantaría en el marcador a los 22 minutos de juego con gol de Salah, pero finalmente perderían por 2 a 1, Egipto se despide del torneo sin sumar unidades.

### Participación enCopa Mundial de Fútbol
| Mundial                        | Sede     | Resultado        | Partidos | Goles |
| ------------------------------ | -------- | ---------------- | -------- | ----- |
| Copa Mundial Sub-20 de 2011    | Colombia | Octavos de final | 4        | 1     |
| Copa Mundial de Fútbol de 2018 | Rusia    | Fase de grupos   | 2        | 2     |

### Participación enCopa Africana de Naciones
| Copa                           | Sede            | Resultado        | Partidos | Goles |
| ------------------------------ | --------------- | ---------------- | -------- | ----- |
| Copa Africana de Naciones 2017 | Gabón           | Subcampeón       | 6        | 2     |
| Copa Africana de Naciones 2019 | Egipto          | Octavos de final | 4        | 2     |
| Copa Africana de Naciones 2021 | Camerún         | Subcampeón       | 7        | 2     |
| Copa Africana de Naciones 2023 | Costa de Marfil | Octavos de final | 2        | 1     |

## Estadísticas

### Clubes
Actualizado al último partido disputado el 15 de agosto de 2025.
| Club                                | Div.          | Temporada     | Liga  | Liga  | Liga   | Copas nacionales | Copas nacionales | Copas nacionales | Copas internacionales | Copas internacionales | Copas internacionales | Total | Total | Total  | Media goleadora |
| Club                                | Div.          | Temporada     | Part. | Goles | Asist. | Part.            | Goles            | Asist.           | Part.                 | Goles                 | Asist.                | Part. | Goles | Asist. | Media goleadora |
| ----------------------------------- | ------------- | ------------- | ----- | ----- | ------ | ---------------- | ---------------- | ---------------- | --------------------- | --------------------- | --------------------- | ----- | ----- | ------ | --------------- |
| El-Mokawloon El-Arab S. C. · Egipto | 1.ª           | 2009-10       | 3     | 0     | 0      | 2                | 0                | 1                | —                     | —                     | —                     | 5     | 0     | 1      | 0               |
| El-Mokawloon El-Arab S. C. · Egipto | 1.ª           | 2010-11       | 21    | 4     | 1      | 4                | 1                | 1                | —                     | —                     | —                     | 25    | 5     | 2      | 0.2             |
| El-Mokawloon El-Arab S. C. · Egipto | 1.ª           | 2011-12       | 15    | 7     | 3      | 0                | 0                | 0                | —                     | —                     | —                     | 15    | 7     | 3      | 0.47            |
| El-Mokawloon El-Arab S. C. · Egipto | Total club    | Total club    | 39    | 11    | 4      | 6                | 1                | 2                | 0                     | 0                     | 0                     | 45    | 12    | 6      | 0.27            |
| F. C. Basel · Suiza                 | 1.ª           | 2012-13       | 29    | 5     | 3      | 5                | 3                | 2                | 16                    | 2                     | 3                     | 50    | 10    | 8      | 0.2             |
| F. C. Basel · Suiza                 | 1.ª           | 2013-14       | 18    | 4     | 4      | 1                | 1                | 0                | 10                    | 5                     | 0                     | 29    | 10    | 4      | 0.34            |
| F. C. Basel · Suiza                 | Total club    | Total club    | 47    | 9     | 7      | 6                | 4                | 2                | 26                    | 7                     | 3                     | 79    | 20    | 12     | 0.25            |
| Chelsea F. C. Inglaterra            | 1.ª           | 2013-14       | 10    | 2     | 1      | 1                | 0                | 0                | 0                     | 0                     | 0                     | 11    | 2     | 1      | 0.18            |
| Chelsea F. C. Inglaterra            | 1.ª           | 2014-15       | 3     | 0     | 0      | 3                | 0                | 1                | 2                     | 0                     | 0                     | 8     | 0     | 1      | 0               |
| Chelsea F. C. Inglaterra            | Total club    | Total club    | 13    | 2     | 1      | 4                | 0                | 1                | 2                     | 0                     | 0                     | 19    | 2     | 2      | 0.11            |
| ACF Fiorentina · Italia             | 1.ª           | 2014-15       | 16    | 6     | 3      | 2                | 2                | 0                | 8                     | 1                     | 1                     | 26    | 9     | 4      | 0.21            |
| ACF Fiorentina · Italia             | Total club    | Total club    | 16    | 6     | 3      | 2                | 2                | 0                | 8                     | 1                     | 1                     | 26    | 9     | 4      | 0.21            |
| A. S. Roma · Italia                 | 1.ª           | 2015-16       | 34    | 14    | 6      | 1                | 0                | 0                | 7                     | 1                     | 0                     | 42    | 15    | 6      | 0.36            |
| A. S. Roma · Italia                 | 1.ª           | 2016-17       | 31    | 15    | 11     | 2                | 2                | 0                | 8                     | 2                     | 1                     | 41    | 19    | 12     | 0.46            |
| A. S. Roma · Italia                 | Total club    | Total club    | 65    | 29    | 17     | 3                | 2                | 0                | 15                    | 3                     | 1                     | 83    | 34    | 18     | 0.41            |
| Liverpool F. C. Inglaterra          | 1.ª           | 2017-18       | 36    | 32    | 10     | 1                | 1                | 0                | 15                    | 11                    | 4                     | 52    | 44    | 14     | 0.85            |
| Liverpool F. C. Inglaterra          | 1.ª           | 2018-19       | 38    | 22    | 8      | 2                | 0                | 0                | 12                    | 5                     | 2                     | 52    | 27    | 10     | 0.52            |
| Liverpool F. C. Inglaterra          | 1.ª           | 2019-20       | 34    | 19    | 10     | 3                | 0                | 0                | 11                    | 4                     | 3                     | 48    | 23    | 13     | 0.48            |
| Liverpool F. C. Inglaterra          | 1.ª           | 2020-21       | 37    | 22    | 5      | 4                | 3                | 0                | 10                    | 6                     | 1                     | 51    | 31    | 6      | 0.61            |
| Liverpool F. C. Inglaterra          | 1.ª           | 2021-22       | 35    | 23    | 13     | 3                | 0                | 0                | 13                    | 8                     | 2                     | 51    | 31    | 15     | 0.61            |
| Liverpool F. C. Inglaterra          | 1.ª           | 2022-23       | 38    | 19    | 12     | 5                | 3                | 2                | 8                     | 8                     | 2                     | 51    | 30    | 16     | 0.59            |
| Liverpool F. C. Inglaterra          | 1.ª           | 2023-24       | 32    | 18    | 10     | 3                | 2                | 0                | 9                     | 5                     | 4                     | 44    | 25    | 14     | 0.57            |
| Liverpool F. C. Inglaterra          | 1.ª           | 2024-25       | 38    | 29    | 18     | 5                | 2                | 1                | 9                     | 3                     | 4                     | 52    | 34    | 23     | 0.65            |
| Liverpool F. C. Inglaterra          | 1.ª           | 2025-26       | 1     | 1     | 0      | 1                | 0                | 0                | 0                     | 0                     | 0                     | 2     | 1     | 0      | 0.5             |
| Liverpool F. C. Inglaterra          | Total club    | Total club    | 289   | 185   | 86     | 27               | 11               | 3                | 87                    | 50                    | 22                    | 403   | 246   | 111    | 0.61            |
| Total carrera                       | Total carrera | Total carrera | 469   | 242   | 118    | 48               | 20               | 8                | 138                   | 61                    | 27                    | 655   | 323   | 153    | 0.49            |
| 1. 2.                               |               |               |       |       |        |                  |                  |                  |                       |                       |                       |       |       |        |                 |

## Polémicas
Antes de un partido entre el Maccabi Tel Aviv y el Basel por la Champions League, tanto Salah como su compatriota y compañero de equipo Mohamed Elneny habían declarado que no viajarían a Israel, pues sentían que sellar su pasaporte en el aeropuerto Ben Gurion era como dar legitimidad al estado israelí. Aunque terminaron haciéndolo, durante el saludo protocolario, se quedó cambiándose los botines a un costado de la cancha. En la vuelta, además de negarse a hablar con la prensa local, les estrechó la mano a los árbitros, pero puso el puño cerrado para saludar a los adversarios y lo chocó contra sus manos.

## Filantropía
Crecido en una modesta casa de tres pisos, a un tiro de piedra de un campo de fútbol, Mohamed es el mayor de cuatro hermanos. Sus padres trabajaban en el gobierno, mientras que su padre también vendía Jasmine, la flor blanca que cubre el campo circundante. Salah ha usado mucho del dinero ganado en su carrera para influir positivamente en cientos de vidas en su ciudad natal. Las historias de su generosidad son interminables. Pagó la primera ambulancia en el área y ha comprado costosos equipos médicos que ayudan a docenas de personas todos los días. Su organización benéfica también ofrece suministros muy necesarios para varias familias, y la estrella gasta hasta £ 3.500 mensuales para apoyarlos. Incluso está financiando la construcción de un centro juvenil, una escuela para niñas y un centro médico.
El expresidente del Zamalek, Mamdouh Abbas, le había ofrecido al delantero una bonificación por su papel vital en la obtención de un lugar para el equipo nacional de Egipto en la Copa Mundial de 2018 en Rusia. Salah anotó un penal contra el Congo y logró que Los Faraones regresen a un Mundial después de 28 años. En lugar de tomar el dinero del bono, Salah le pidió a Abbas redirigir el dinero para comprar suministros médicos para su ciudad natal. Incluso ayudó económicamente al propio ladrón que robó la casa de sus padres, el mismo día que Salah anotaba el penal.
En su ciudad natal (donde retorna cada Ramadán) se ha ganado el apodo de "creador de la felicidad".

## Palmarés

### Títulos nacionales
| Título             | Club            | País       | Año  |
| ------------------ | --------------- | ---------- | ---- |
| Superliga de Suiza | F. C. Basilea   | Suiza      | 2013 |
| Superliga de Suiza | F. C. Basilea   | Suiza      | 2014 |
| Premier League     | Liverpool F. C. | Inglaterra | 2020 |
| Copa de la Liga    | Liverpool F. C. | Inglaterra | 2022 |
| FA Cup             | Liverpool F. C. | Inglaterra | 2022 |
| Community Shield   | Liverpool F. C. | Inglaterra | 2022 |
| Copa de la Liga    | Liverpool F. C. | Inglaterra | 2024 |
| Premier League     | Liverpool F. C. | Inglaterra | 2025 |

### Títulos internacionales
| Título                       | Club            | Sede     | Año  |
| ---------------------------- | --------------- | -------- | ---- |
| Liga de Campeones de la UEFA | Liverpool F. C. | Madrid   | 2019 |
| Supercopa de la UEFA         | Liverpool F. C. | Estambul | 2019 |
| Copa Mundial de Clubes       | Liverpool F. C. | Catar    | 2019 |

### Distinciones individuales
| Distinción                                                      | Año  |
| --------------------------------------------------------------- | ---- |
| Glo-CAF Award a la Promesa del Año                              | 2012 |
| Glo-CAF Award al Equipo Ideal                                   | 2016 |
| Premier League Player of the Month (noviembre)                  | 2017 |
| Glo-CAF Award al Equipo Ideal                                   | 2017 |
| Futbolista Africano del Año                                     | 2017 |
| Premier League Player of the Season                             | 2018 |
| Bota de Oro de la Premier League                                | 2018 |
| PFA Team of the Year                                            | 2018 |
| Premio FWA al futbolista del año                                | 2018 |
| Premio PFA al jugador del año                                   | 2018 |
| MVP contra Arabia Saudita en la Copa Mundial de Fútbol de 2018. | 2018 |
| Jugador del Año de la UEFA (3.º)                                | 2018 |
| Premio Puskás                                                   | 2018 |
| The Best FIFA (3.º)                                             | 2018 |
| Futbolista Africano del Año                                     | 2018 |
| Bota de Oro de la Premier League                                | 2019 |
| Balón de Oro de la Copa Mundial de Clubes                       | 2019 |
| Premier League Player of the Season                             | 2022 |
| Bota de Oro de la Premier League                                | 2022 |
| Parte de los 100 mejores jugadores del mundo según The Guardian | 2022 |
| Premier League Goal of the Season                               | 2022 |
| Premio FWA al futbolista del año                                | 2025 |
| Premier League Player of the Season                             | 2025 |
| Bota de Oro de la Premier League                                | 2025 |
| Premier League Playmaker of the Season                          | 2025 |